# Ајозе Перез
Ајозе Перез Гутијерез (шп. Ayoze Pérez Gutiérrez; Санта Круз де Тенерифе, 29. јул 1993) је шпански фудбалер који тренутно наступа за Виљареал. Игра на позицији левог крила.

## Успеси
Њукасл јунајтед
- Чемпионшип (1) : 2016/17.[3]

 Лестер сити
- ФА куп (1) : 2020/21.[4]
- Комјунити шилд (1) : 2021.[5]

 Шпанија
- Европско првенство (1):  2024.[6]

Појединачни
- Играч месеца Друге лиге Шпаније: март 2014,[7] април 2014.[8]
- Најбољи дебитант Друге лиге Шпаније: 2013/14.[9]
- Најбољи офанзивни везни играч Друге лиге Шпаније: 2013/14.[10]
- Идеални тим Друге лиге Шпаније: 2013/14.[11]
- Најбољи спортиста Тенерифа: 2014.[12]